# Сетер, Йон Хоу
Йон Хоу Сетер (норв. John Hou Sæter; родился 13 января 1998 года, Норвегия) — норвежский и китайский футболист, полузащитник клуба «Бэйцзин Гоань». Представлял сборную Норвегии на молодёжном уровне, в 2019 году был натурализован Китаем.

## Клубная карьера
Сетер — воспитанник клубов «Тронд» и «Русенборг». 28 сентября 2014 года в матче против «Олесунна» он дебютировал в Типпелиге в возрасте 16 лет, заменив во втором тайме Торе Региниуссена. В 2015 году Йон Хоу стал чемпионом и обладателем Кубка Норвегии.
В августе 2016 года был арендован клубом Ранхейм, за который Йон Хоу отыграл 9 матчей и забил 3 мяча. В июле 2017 «Русенборг» и «Стабек» договорились об трансфере Сетера.
В январе 2019 года получил китайское гражданство и перешёл в клуб китайской Суперлиги «Бэйцзин Гоань».
23 февраля 2019 года дебютировал за «Бэйцзин Гоань», вышел на замену на 71-й минуте в матче за Суперкубок и стал первым натурализованным игроком, выступавшим за китайский футбольный клуб.

## Личная жизнь
Родился в семье норвежца и китаянки из Лояна. Китайское имя игрока — Хоу Юнъюн ((кит. упр. 侯永永, пиньинь Hóu Yǒngyǒng).

## Достижения
«Русенборг»
- Чемпионат Норвегии по футболу — 2015
- Обладатель Кубка Норвегии — 2015